# رأس مال لغوي
رأس مال لغوي هو مصطلح لغوي اجتماعي صاغه عالم الاجتماع والفيلسوف الفرنسي بيير بورديو. يصف بورديو رأس المال اللغوي بأنه شكل من أشكال رأس المال الثقافي، وتحديدا على أنه تراكم مهارات لغوية لشخص واحد والتي تحدد مكانته في المجتمع كما هو مفوض من قبل المؤسسات القوية. من ناحية أخرى، فإن رأس المال الثقافي هو عبارة عن تجمع للمعرفة والمهارات والمكتسبات الثقافية الأخرى، والتي تعززها المؤهلات التعليمية أو التقنية.
كشكل من أشكال التواصل، تتوسط اللغة التفاعلات البشرية وهي شكل من أشكال العمل في حد ذاتها. وفقًا لجوزيف سونج يول بارك، «تُفهم اللغة على أنها شكل من أشكال رأس المال الذي يتوسط علاقات القوة الاجتماعية.»  تنعكس علاقات القوة هذه من خلال اللغة عندما تقرر أن لغة المرء شرعية، تسمح له بالوصول إلى الفرص الاقتصادية والاجتماعية مثل الوظائف والخدمات والاتصالات.
يستخدم مصطلح رأس المال اللغوي لوصف الموارد اللغوية المختلفة المتاحة لشخص واحد والقيم المرتبطة بكل مورد. يستخدم هذا المصطلح اليوم للنظر في الطريقة التي تلعب بها هذه الموارد دورًا في ديناميكيات القوة على جميع المستويات، من المستوى الفردي والعائلي والمؤسسي والحكومي إلى الدولي. تعتبر نظريات بورديو حول رأس المال فعالة في عرض كيف سيكون للمهارات والموارد المختلفة التي يتم جمعها على مدى حياة الفرد أو المجموعة قيم ودلالات مختلفة اعتمادًا على الموقف والتركيبة السكانية. عندما تُعرف هذه الموارد وتقيّم، غالبًا لصالح أو لتحسين حياة المجموعة الاجتماعية المهيمنة، يمكن تحويلها إلى رأس مال.

## سوق لغوي
يشير مفهوم القيمة السوقية للغة إلى قدرة اللغة على تحقيق فوائد اجتماعية واقتصادية لمتحدثها. للغات قيمة سوقية وقيمة غير سوقية. للغة ما قيمة سوقية إن كان من الممكن استخدامها لتحقيق مكاسب مالية، أو إن كان من الممكن تحديد سعر لها. على سبيل المثال، إذا كان شخص ما يتحدث اللغة س، فسيكون لديه وصول أسهل إلى الرفاهية الاقتصادية والاجتماعية في المجتمعات الناطقة باللغة س، مما قد يؤدي بدوره إلى مكاسب مالية. يقدم يان بلومرت (2009) مثالًا واضحًا للقيمة السوقية العالية لللهجة الإنجليزية الأمريكية في خلق وظائف لمن يتحدثون ويعرفون كيفية تدريس هذه اللهجة مع السماح أيضًا للبعض باستهلاك هذه المهارة في شكل التعلم. في حالات أخرى، يكسب الموظف المزيد من المال لمجرد أنه يتحدث اللغة س. في هذه الظروف، تتمتع اللغة س بقيمة سوقية عالية.
تعتمد القيمة السوقية للغة على القوة الرمزية المرتبطة باللغة وكذلك أيديولوجيات اللغة عن اللغة ومتحدثيها. تعتمد القيمة غير السوقية من هذا المنظور النظري بشكل أكبر على أيديولوجيات اللغة. إحدى طرق شرح القيمة غير السوقية للغة هي النظر في العلاقة بين اللغة والثقافة. على سبيل المثال، يتمتع المتحدث س بإمكانية الوصول إلى الثقافة المرتبطة باللغة س وكامل مجتمع الكلام الخاص باللغة س. نظرًا لأن هذا النوع من القيمة يجلب فوائد لا ملموسة للمتحدث، فلا يمكن قياسها من حيث أسعار السوق. القيمة غير السوقية للغات هي ما يستخدام بشكل عام لشرح الحاجة إلى التنوع اللغوي: يقدّر التباين اللغوي العالي وتعدد اللغات بشكل عام كجزء من البيئة اللغوية الصحية، ولهذا السبب تسعى بعض البلدان جاهدة لتعزيز التعددية اللغوية. يمكن أن تؤثر كل من القيم السوقية وغير السوقية على ما إذا كان الفرد يقرر تعلم لغة ما.
وفقًا لبورديو، يمكن اعتبار أقوال الناس على أنها منتجاتهم اللغوية، ويمكنهم توقع قيمة منتجاتهم في السوق من خلال سياقات مختلفة. لدى المتحدثين المختلفين كميات مختلفة من رأس المال اللغوي، أي أن المتحدثين المختلفين لديهم قدرات مختلفة لإنتاج تعبيرات ذات قيمة لسوق معين. وهذا يفسر سبب تنوع الأفراد في تعبيراتهم اللغوية، مثل السجل، لتلائم سوقهم الحالي، كما هو الحال في مكان العمل، أو مع العائلة، أو في التعليم. مثل الأشكال الأخرى لرأس المال فإن رأس المال اللغوي الذي يمتلكه الفرد هو تعبير مجازي قد يعكس مكانة الفرد في الفضاء الاجتماعي.

## مؤشر قوة اللغة
في دراسة أجراها المعهد الأوروبي لإدارة الأعمال، حيث أنشأ كاي تشان مؤشر قوة اللغة (PLI) وصنف اللغات بناءً على خمس فرص يوفرها استيعاب اللغة: القدرة على السفر على نطاق واسع، والقدرة على كسب العيش، والقدرة على التواصل مع الآخرين، والقدرة على اكتساب المعرفة واستهلاك وسائل الإعلام، والقدرة على الانخراط في الدبلوماسية. ضمن هذه الأقسام الخمسة، استخدم تشان 20 مؤشرًا كالناتج المحلي الإجمالي المرتبط بالبلدان التي تتحدث لغة معينة، والمساحة الجغرافية التي يُتحدّث فيها بلغة ما، وكمية محتوى الإنترنت والوسائط المرتبط بلغة ما لتصنيفها. خلص تشان في بحثه إلى أن اللغة الإنجليزية ليست فقط أقوى لغة بشكل عام، ولكنها أيضًا أقوى لغة عبر الفئات الخمس. تأتي ثانيا لغة ماندرين الصينية في نصف قوة اللغة الإنجليزية، بالرغم من أن معظم الناس في العالم يتحدثونها، لكن لا يتحدث بها على نطاق واسع خارج شعوب الماندرين. بقية اللغات الأخرى ضمن العشرة الأوائل قوية في فئة أو فئتين (مثل الفرنسية للدبلوماسية أو الهندية في فئة المعرفة والإعلام وتأتي اللغة العربية الرابعة في المساحة الجغرافية والدبلوماسية)، ولكن لا يوجد منها ما يعادل الهيمنة الشاملة للغة الإنجليزية.

## البحث الإقليمي

### كندا
بالرغم من أن لكندا لغتين رسميتين، الإنجليزية والفرنسية، قد لا يلقي المهاجرون إليها أهمية لتعلم اللغتين بنفس الطريقة. هووت وآخرون. وجدت أن اللغة الإنجليزية تمتلك رأس مال لغوي أكبر بكثير. أجرى الباحثون مقابلات مع عشرة مهاجرين من خلفيات مختلفة يعيشون في لندن، أونتاريو، لفحص «قوة اللغة في تشكيل انخراط المهاجرين في المهن أثناء اندماجهم في المجتمع المضيف». سأل الباحثون المشاركين عن اندماجهم في المجتمع الجديد وخبراتهم في العثور على وظيفة. من خلال المقابلات، اكتشف الباحثون أنه بالنسبة لجميع المشاركين العشرة، كان تعلم اللغة الإنجليزية جانبًا أساسيًا في اندماجهم في المجتمع الكندي. سواء كان للعثور على عمل، أو لتسهيل التفاعلات اليومية، أو لمنح أطفالهم فرصًا أفضل، فقد وجد كل من المشاركين أن تعلم اللغة الإنجليزية أهم بكثير من تعلم اللغة الفرنسية. كما وصف أحد المشاركين:
«علينا أن نبذل جهدًا لا يصدق، كما فعلت، لتعلم [الإنجليزية] والتحدث بها بشكل مثالي، والبحث، والدراسة، والتطوع، والبحث عن عمل. وبعد ذلك... لا يستغرق الأمر الكثير من الوقت، سنتان، ثلاث سنوات، ولم لا؟ الأمر يستحق ذلك. وإلا فإنهم [مهاجرون] سيبقون منعزلين دائمًا، على هامش المجتمع، وسيكون الأمر صعبًا على المجتمع وصعبًا عليهم».
بربط الدراسة بمفاهيم بورديو، شرح الباحثون كيف اعتقد بورديو أن «الذين تُنقص مواردهم اللغوية يُنظر إليهم أيضًا كأقل كفاءة». من خلال تعلم اللغة الإنجليزية وتحدثها، كان المهاجرون في هذه الدراسة قادرين على اكتساب المزيد من رأس المال اللغوي، والنظر إليهم على أنهم أكثر كفاءة، وإثبات وجودهم في المجتمع الكندي.

### كوريا الجنوبية
في حالة كوريا الجنوبية، فإن القدرة على التحدث بالإنجليزية بكفاءة ترفع من مكانة الفرد داخل المجتمع. ومع ذلك، نظرًا لهيمنة اللغة الكورية، فإن القدرة على التحدث باللغة الإنجليزية تقدرها بعض الشركات والجامعات ولكنها ليست شرطًا لتلائم المجتمع الكوري الجنوبي، كما أوضح جوزيف سونج يول بارك. ينظر العديد من الكوريين الجنوبيين إلى القدرة على التحدث باللغة الإنجليزية على أنها سلعة ثمينة تسمح لهم الحصول على شهادات جامعية ووظائف ذات رواتب عالية بشكل أفضل. بهذا المعنى، يدرك الكوريون الجنوبيون أن قدرتهم على التحدث باللغة الكورية لن تصلهم إلا لمستوى معين وسيحتاجون إلى تعلم اللغة الإنجليزية لأنها تحمل المزيد من رأس المال اللغوي على المستوى الدولي. يقدم بارك تقريرًا من معهد الأبحاث الاقتصادية التابع لشركة سامسونج للتكنولوجيا والذي ينص أنه: «يمكن للأفراد زيادة قدرتهم التنافسية في التوظيف والترقية والتطوير الذاتي من خلال تحسين مهاراتهم في اللغة الإنجليزية».
الآباء في كوريا الجنوبية فقًا لبارك يبذلون جهودًا كبيرة لتزويد أطفالهم بميزة القدرة على التحدث باللغة الإنجليزية. غالبًا ما يسجل الأطفال في رياض أطفال باللغة الإنجليزية فقط وفي بعض الحالات ينخرطون في برامج للدراسة بالخارج في البلدان الناطقة بالإنجليزية في صغرهم لتطوير لهجتهم الأصلية الناطقة باللغة الإنجليزية بشكل أفضل. ينفق الآباء الكوريون مبالغ طائلة لضمان تعلم أطفالهم اللغة الإنجليزية وفرصة أكبر للنجاح في المستقبل. من المحتمل أن يستمر هذا في كوريا طالما تحافظ اللغة الإنجليزية على مكانتها كلغة مهيمنة في الأعمال التجارية الدولية، ستستمر الشركات الكورية في إعطاء قيمة عالية للموظفين القادرين على التحدث باللغة.

### الولايات المتحدة
في بحثهم حول الفوائد المعرفية لثنائية اللغة، سلط باراك وبياليستوك الضوء على كيفية أداء الأفراد، وخاصة الأطفال الذين يمتلكون الكفاءة اللغوية بلغتين أو أكثر، بشكل أفضل من الأفراد أحادي اللغة في مجموعة متنوعة من التدابير المعرفية، مثل مهام حل المشكلات. في وقت لاحق في حياتهم، يقال إن الأشخاص ثنائيي اللغة تتأخير إصابتهم بالخرف خمس سنوات عن أحادي اللغة، حيث يحتفظون ببعض المسارات العصبية الإضافية مفتوحة وفعالة نتيجة لاستخدام لغتين أو أكثر. إضافة لذلك، تتاح المزيد من الفرص المهنية للذين يتحدثون أكثر من لغة واحدة. على سبيل المثال، اللغة الإسبانية هي ثاني أكبر لغة في الولايات المتحدة، فهناك طلب كبير على الأشخاص الذين يتحدثون لغتين باللغة الإسبانية. لذلك من ناحية، يمكن الاستنتاج أن المتحدثين باللغة الإسبانية يمتلكون رأس مال لغوي، ومع ذلك، فإن التداعيات السياسية المرتبطة بالثنائية اللغوية الإسبانية تقلل من القيمة السوقية لثنائية اللغة الإسبانية خاصة بين أولئك الذين يتحدثون بها أصلا.

## رأس المال اللغوي واللغة المشتركة
غالبًا ما تُعتبر اللغة الإنجليزية هي لغة التواصل المشترك في العالم اليوم نظرًا لتنوع البلدان والمجتمعات التي اعتمدت اللغة الإنجليزية كشكل وطني أو تجاري أو اجتماعي للتواصل. ساعدت العولمة والاستعمار والنظام الرأسمالي في تعزيز اللغة الإنجليزية كلغة مهيمنة في العالم، واستكملت بسنوات من الهيمنة البريطانية والأمريكية على النظام العالمي. اليوم، يتحدث اللغة الإنجليزية ما يقرب من 1.39 مليار شخص وفقًا لمنتدى الاقتصادي العالمي، تبرز على اللغات الأخرى من خلال التنوع الجغرافي في مكان التحدث بها. وفقًا لأروين أرمبريتشت، تعتبر لغة الماندرين الصينية هي اللغة الأولى الأكثر استخدامًا في العالم، ولكن تأثيرها يتخلف عن اللغة الإنجليزية نظرًا لاستخدامها المحدود خارج الأمم الناطقة بلغة الماندرين. نتيجة لذلك، لا يمكن بتاتا مقارنة الرأسمال اللغوي للغة الماندرين الصينية بالرأسمال اللغوي للإنجليزية، وهذا يسمح للغة الإنجليزية أن يكون لها مثل هذا الدور المهم في جميع أنحاء العالم.

## انتقادات

### شهرة اللغة الإنجليزية على الإنترنت
الماندرين الصينية هي اللغة الأكثر استخدامًا في العالم من خلال عدد المتحدثين باللغة الأم. ومع ذلك لا تعتبر لغة تواصل مشترك، كالإنجليزية في العالم. يعزو العديد من المتخصصين أن الاستخدام الواسع للغة الإنجليزية إلى الإنترنت بحد كبير. عدد المواطنين الصينيين ممن يتصفحون الإنترنت أكثر من أي جنسية أخرى في العالم، ومع ذلك تظل اللغة الإنجليزية هي اللغة الأكثر شيوعًا على الإنترنت. يمكن أن يُعزى ذلك إلى عوامل متعددة مثل استخدام مواقع الويب المصممة أساسًا لاستخدام اللغة الصينية للشعب الصيني، والإنترنت الخاضع للرقابة. يمكن وصف ذلك بأنه وسيلة لخلق شكل من أشكال العزلة اللغوية. وفقًا لأمبريتشت، لم ينتشر استخدام لغة الماندرين كلغة تواصل مشترك لأنها «تقتصر على شبكات مثل سينا ويبو (تويتر صيني) وبايدو بايكه (ويكيبيديا الصينية). يمكن رؤية ظاهرة مماثلة في روسيا، حيث يستخدام فكونتاكتي (Facebook الروسي) أكثر من العديد من الشبكات الاجتماعية العالمية.»  ينشئ مستخدمو هذه الشبكات الاجتماعية مجتمعات خطاب عبر الإنترنت تبتعد عن الإنترنت الناطق باللغة الإنجليزية ولكنها تعيق أيضًا دمج لغتهم في تدفقات الوسائط المعولمة.

### الماركسية اللغوية
نشأت الماركسية اللغوية من لغويي الاتحاد السوفيتي. كانت محاولة لبناء نظرية لتطوير، وبناء، وإعمال لغة على أساس الأسس الماركسية. أعمال اللغويين الماركسيين موجودة في شكل «خطوط منهجية عريضة». من الواضح أيضًا أن أفكار ماركس وإنجلز حول اللغة لم تكن قضايا لغوية على وجه التحديد. لقد فكروا في أسألة اللغة التي من شأنها أن تجعل مواقفهم في العلوم الاجتماعية أكثر وضوحًا. تندرج هذه العلوم الاجتماعية ضمن التاريخ والاقتصاد السياسي والفلسفة، وليست علم لغة.
ظهرت الأفكار التي تتحدى رأس المال اللغوي أثناء تزعم ستالين للاتحاد السوفيتي. ورد ستالين على اللغويين السوفييت في رسائل رد من مقال بتاريخ 20 يونيو 1950. ادعى ستالين أن "اللغة لا تتعلق بالبنية الاقتصادية أو المعيشية للمجتمع (الأساس) أو الآراء السياسية والدينية والقانونية والفلسفية والفنية للمجتمع (البنية الفوقية). بل، تنتمي اللغة إلى "المسار الكامل لتاريخ المجتمع وتاريخ الأساس لقرون عديدة". يعتبر ستالين أن اللغة والثقافة شيئان منفصلان، وادعى أن الكثير من الناس يرتكبون خطأ الربط بينهما. وادعى أن الثقافة تتغير مع كل فترة جديدة، لكن اللغة تظل كما هي نسبيًا طوال الفترات العديدة. هذا الانفصال بين الثقافة واللغة هو عكس ما يستلزمه رأس المال اللغوي.

## أنظر أيضا
- سوق لغوي